# ستيف بولسين
ستيف بولسين (3 سبتمبر 1981 في أستراليا - ) (بالإنجليزية: Steve Paulsen)‏ هو لاعب كريكت أسترالي. لعب مع Brisbane Heat ‏ وفريق كوينسلاند للكريكت ‏.

## وصلات خارجية
- ستيف بولسين على موقع إي آس بي آن كريك إنفو (الإنجليزية)